# 宽叶香蒲

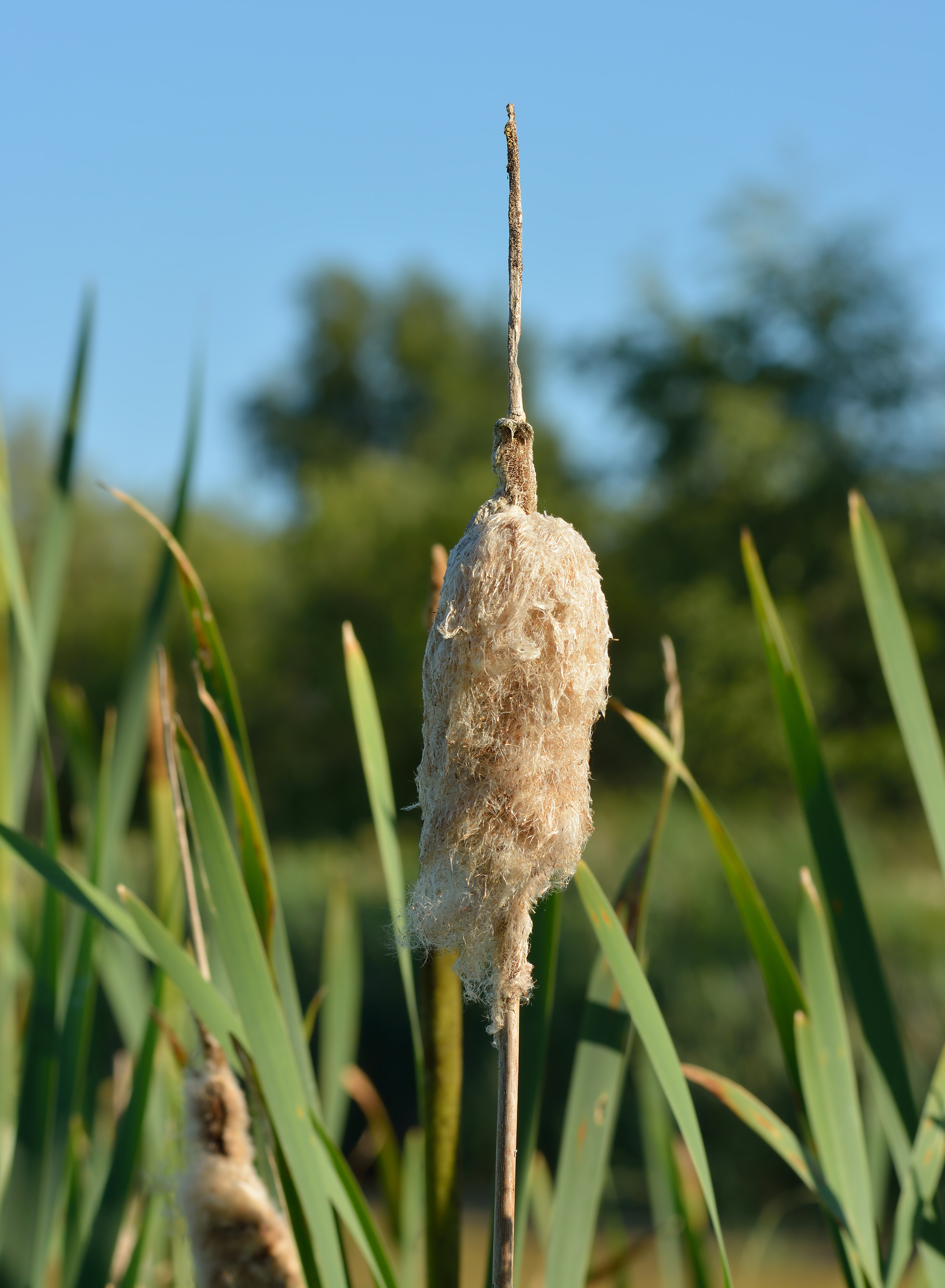

宽叶香蒲（学名：Typha latifolia），別名香蒲、蒲黃，为香蒲科香蒲属的植物，广泛分布于南北美、欧洲、亚洲和非洲，环境适应能力很强。高可达三米。
香蒲可当做水生蔬菜。可作蔬菜的部分有假茎基部（蒲菜）、地下幼嫩的匍匐茎和芽（象牙菜），炒食或烩菜，也可做汤。印第安人也有食用它的习惯。

## 外部連結
- 寬葉香蒲 Kuanyexiangpu（页面存档备份，存于） 藥用植物圖像數據庫 (香港浸會大學中醫藥學院) （中文）（英文）
- 蒲黃 Pu Huang（页面存档备份，存于） 中藥標本數據庫 (香港浸會大學中醫藥學院) （繁體中文）（英文）